# Forward
FORWARD，又稱FORWARD平台、Forward测井解释平台、测井评价系统、Forward测井软件，是中华人民共和国的一套由中国石油天然气集团（CNPC）油气勘探部测井软件项目组和中国石油大学（北京）石油勘探数据中心研制开发测井处理评价软件，是CNPC石油勘探应用软件的一个组成部分。
软件最初于1995年推出，1997年6月发布1.1版，1998年底升级为2.0版。
「Forward」一词是英文储层油气藏测井分析研究和开发（英語：Formation Oil & Gas Reservior Well-logging Analysis & Research & Development）的首字母縮略字。